# Ilias Kasidiaris

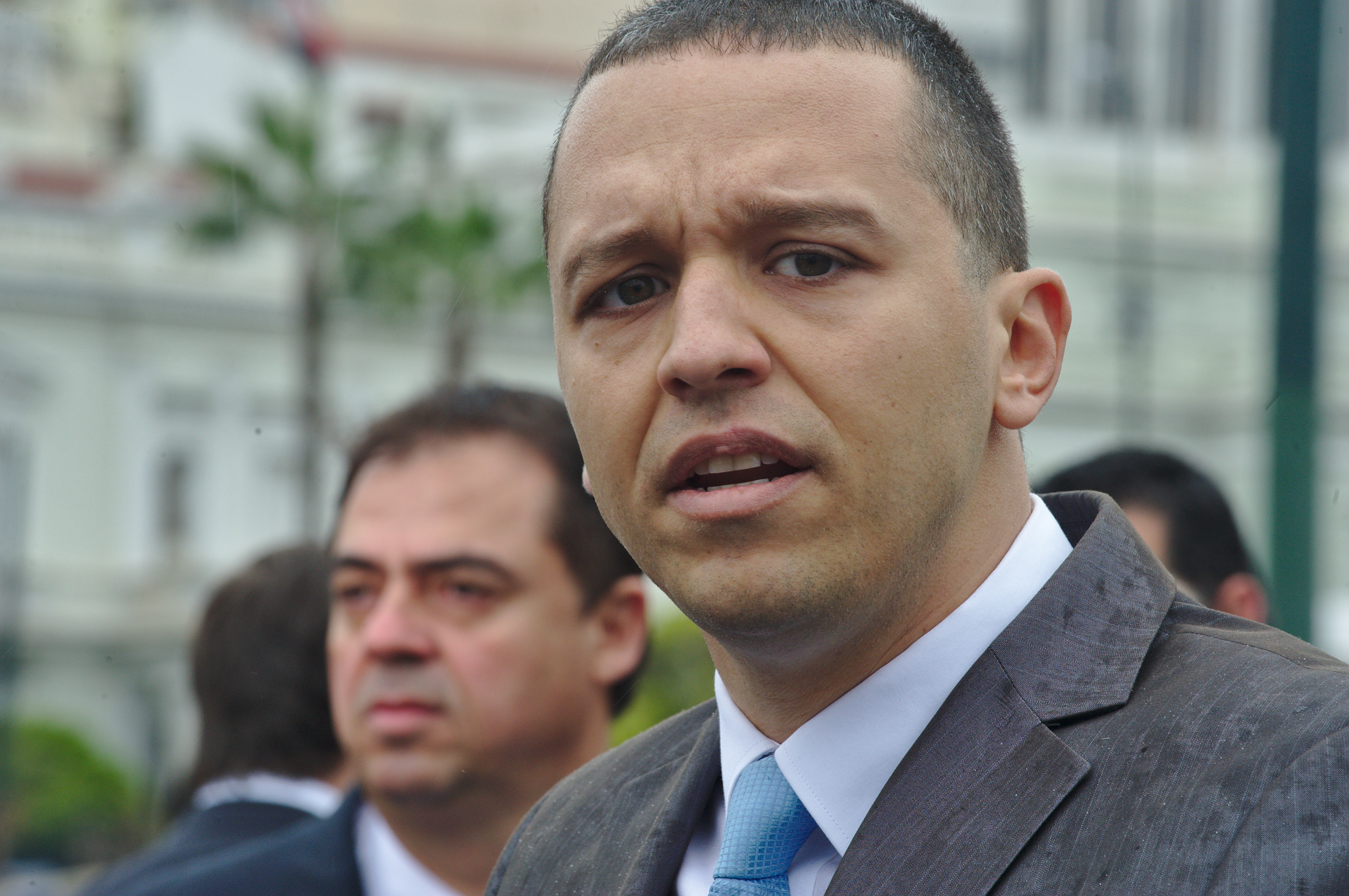
Kasidiaris em 2016.

Ilias P. Kasidiaris  (em grego: Ηλίας Κασιδιάρης; Pireu, 29 de novembro de 1980 é um político grego, membro do parlamento e porta voz do partido e organização criminosa Aurora Dourada, um partido grego de extrema-direita.